# Nu à la baignoire
Nu à la baignoire est un tableau peint par Pierre Bonnard en 1931. Cette huile sur toile relève du nu féminin. Elle est conservée au musée national d'Art moderne, à Paris.

## Description
Marthe Bonnard est représentée, debout, dans la salle de bain, s'appuyant sur la conque blanche de la baignoire. La scène est dessinée d'un point de vue qui la surplombe. À terre, la rigueur géométrique de petits carreaux colorés s'oppose dans cette toile aux vêtements amassés sur une chaise. Les murs et la moitié supérieure du tableau baigne dans une lumière blanche, comme la baignoire,.

## Histoire du tableau
Marthe Bonnard, la compagne de Pierre Bonnard, a fait l'objet d'une succession de tableaux au fil des ans, faisant sa toilette, dans un tub dans les années 1900 et 1910, puis dans une baignoire: « Le geste d'hygiène a cédé la place à la détente intime : entre les quatre parois de la nouvelle salle de bain domestique, c'est l'homo modernus qui se profile ». L'idée du tableau du tableau figure sur l’agenda de Pierre Bonnard, à la page du 17 février 1931, sous forme d'un petit croquis. Le tableau est de cette même année.
La toile de 120x110 cm, un format presque carré, est désormais conservée au musée national d'Art moderne, à Paris